# Like Toy Soldiers
Like Toy Soldiers è un singolo del rapper statunitense Eminem, pubblicato il 24 gennaio 2004 come quarto estratto dal quinto album in studio, Encore.
Nel febbraio 2004 il singolo raggiunse la posizione numero 34 della Billboard Hot 100, mentre nella classifica britannica e europea si guadagnò la posizione numero 1 ed entrò anche nella Top 10 di vari paesi europei.
Il 28 febbraio 2018, la RIAA lo certifica singolo di multiplatino, avendo venduto oltre tre milioni di copie nel mercato statunitense.

## Descrizione
Like Toy Soldiers campiona il ritornello del brano Toy Soldiers del 1988 composto dalla cantante californiana di origine cubana Martika, riff trainante del pezzo.
Ai primi posti in classifica negli Stati Uniti e in Gran Bretagna, pubblicato come singolo nel 2004, parla delle sue faide verbali nella comunità hip hop. In particolare vi sono riferimenti alla rivista The Source e al suo editore Benzino, oltre che alla Murder Inc. Records. La canzone finisce con un invito da parte di Eminem a raggiungere la tregua con i suoi rivali. Eminem parla della faida con il rapper Ja Rule, il quale nel suo diss Loose Change aveva parlato male di Kim (ex moglie di Eminem), di Debbie Nelson (madre di Eminem) e della figlia Hailie Jade. Ja Rule ebbe, inoltre, una faida con 50 Cent, amico di Eminem. Eminem ebbe problemi anche con il rapper Everlast, il quale aveva parlato di Hailie in una sua canzone e il rapper di Detroit gli rispose con il brano Quitter, con la partecipazione dei D12. Eminem aggredisce Everlast dicendogli If you talk about my little girl in a song again, Imma kill you (Se parli di nuovo di mia figlia in una canzone, ti uccido). Like Toy Soldiers è stata inclusa anche nella raccolta Curtain Call: The Hits del 2005.
Anche Suge Knight, ex amico e rivale di Dr. Dre, viene citato nella canzone.

## Video musicale
Uscito nel 2005, il video della canzone mostra, all'inizio, due bambini: uno bianco e uno nero. I due bambini guardano un telegiornale che sta appena annunciando che un rapper vorrebbe porre fine a tutte le faide nel mondo dell'Hip Hop. Nel video compaiono 50 Cent, Dr. Dre, Luis Resto, Obie Trice e i D12. Alla fine del video vengono mostrati i defunti rapper Tupac Shakur, The Notorious B.I.G., Big L e Bugz, un ex membro dei D12 rimasto ucciso a colpi di pistola nel maggio 1999 durante un picnic. Ciò è stato fatto per mostrare le conseguenze fatali che possono accadere in seguito a delle faide nel mondo Hip Hop. Durante il video compare anche Proof, defunto membro dei D12 e migliore amico di Eminem, ucciso a colpi di pistola in un'auto. Per coincidenza, l'11 aprile 2006 avrebbe subito davvero questa sorte al CCC nightclub di Detroit, sulla 8 Mile Road.

## Tracce
1. Like Toy Soldiers – 4:56
2. Rabbit Run (Soundtrack Explicit Version) – 3:10
3. Like Toy Soldiers (Instrumental) – 4:44
4. Like Toy Soldiers (Videoclip) – 4:50

## Classifiche
| Classifica (2004–2005)                   | Posizione |
| ---------------------------------------- | --------- |
| Australia (ARIA)                         | 4         |
| Austria (Ö3 Austria Top 40)              | 8         |
| Belgio (Ultratop Fiandre)                | 11        |
| Belgio (Ultratop Vallonia)               | 18        |
| Danimarca (Track Top-40)                 | 2         |
| Eurochart Hot 100 (Billboard)            | 1         |
| Finlandia (Suomen virallinen lista)      | 15        |
| Francia (SNEP)                           | 34        |
| Germania (Media Control AG)              | 8         |
| Ungheria (Mahasz)                        | 6         |
| Irlanda (IRMA)                           | 3         |
| Italia (FIMI)                            | 8         |
| Paesi Bassi (Dutch Top 40)               | 7         |
| Nuova Zelanda (RIANZ)                    | 2         |
| Norvegia (VG-lista)                      | 4         |
| Svezia (Sverigetopplistan)               | 14        |
| Svizzera (Schweizer Hitparade)           | 3         |
| UK Singles (The Official Charts Company) | 1         |
| US Billboard Hot 100                     | 34        |
| US Hot 100 Airplay (Billboard)           | 49        |
| US Hot R&B/Hip-Hop Songs (Billboard)     | 64        |
| US Pop 100 (Billboard)                   | 24        |